# Templo Zu Lai
Templo Zu Lai is een mahayana boeddhistische tempel in Cotia (São Paulo). De tempel wordt beheerd door de tempelorganisatie Fo Guang Shan. Het is de grootste boeddhistische tempel van Zuid-Amerika. De tempel is het Zuid-Amerikaanse hoofdkwartier van Fo Guang Shan. Het gebouw is in 2003 gebouwd. Naast de tempel is de tempeltuin te vinden met een vijver vol schildpadden.
De school Instituto Budista Zu Lai ligt vlak bij de tempel.